# 차이비윈
차이비윈(중국어 간체자: 柴碧云, 정체자: 柴碧雲, 병음: Chái Bìyún, 한자음: 시벽운, 1989년 7월 3일 ~ )은 중국의 배우이다.

## 학력
- 베이징 영화 학원 (졸업)

## 출연작

### 드라마
- 2016년 헤이룽장 텔레비전 중국용극장 《호도현령정판교》- 요소매 역
- 2016년 베이징 텔레비전 주파극장 《신변성랑자》 - 취농 역
- 2017년 중국중앙텔레비전 황금강당극장 《아시행운아》 - 양숴 역
- 2017년 후난위성텔레비전 금응독파극장 《하지마지》 - 청치치 역
- 2018년 장쑤 위성 텔레비전 행복극장 《아문적사십년》 - 시청 역
- 2019년 장쑤 위성 텔레비전 행복극장 《아요화니재일기》 - 린메이야 역
- 2019년 후난위성텔레비전 금응독파극장 《유창적미호시광》 - 하오티엔 역
- 2020년 망고 TV 웹드라마 《명천회경호》 - 리우샤오렌 역
- 2021년 저장 위성 텔레비전 중국람극장 《산해청》 - 가오칭지아 역
- 2021년 후난위성텔레비전 금응독파극장 《성진대해》 - 원신 역